# Backlash (2016)
Backlash (2016) foi o 12º evento Backlash de luta livre profissional e transmissão ao vivo produzido pela WWE. Foi realizado exclusivamente para lutadores da divisão da marca SmackDown da promoção. O evento ocorreu em 11 de setembro de 2016, no Richmond Coliseum em Richmond, Virgínia. Foi o primeiro Backlash realizado desde o evento de 2009, tornando-se posteriormente o primeiro a ser transmitido no serviço de streaming online da WWE, o WWE Network, lançado em 2014, e foi o único Backlash a ser realizado em setembro. Após a reintrodução da extensão da marca em julho de 2016, o Backlash foi o primeiro PPV exclusivo da marca da segunda divisão da marca e foi o primeiro PPV exclusivo da marca realizado desde No Way Out em 2007. Ao contrário das edições anteriores do Backlash, o evento de 2016 foi não realizada após a WrestleMania; em vez disso, foi realizado após o SummerSlam daquele ano.
Sete lutas foram agendadas no card do evento, e uma adicional no Kickoff. No evento principal, AJ Styles derrotou Dean Ambrose para ganhar o Campeonato Mundial da WWE, tornando-o o primeiro lutador desde Kurt Angle a conquistar títulos mundiais na WWE, Total Nonstop Action Wrestling (agora Impact Wrestling) e New Japan Pro-Wrestling. O evento também determinou os campeões inaugurais das divisões feminina e de duplas do SmackDown, que foram vencidas por Becky Lynch e a equipe de Heath Slater e Rhyno, respectivamente.
Ao contrário da grande maioria dos eventos pay-per-view da WWE, o Backlash de 2016 não teve um lançamento em DVD ou Blu Ray.

## Produção

### Conceito
O Backlash é um evento pay-per-view que foi estabelecido pela WWE em 1999 (então conhecida como World Wrestling Federation) como o evento anual pós-WrestleMania até 2009. O evento de 2009 foi o evento final do Backlash realizado até 2016. Em julho de 2016, a WWE reintroduziu a extensão de marcas, onde novamente dividiu o seu plantel entre as marcas Raw e SmackDown, representadas pelos programas com o mesmo nome. Por sua vez, cada marca tinha seus próprios eventos pay-per-view exclusivos, o que exigia mais programas. O Backlash foi posteriormente trazido de volta como um pay-per-view exclusivo do SmackDown, embora tenha seguido o SummerSlam daquele ano, encerrando a tradição anterior do show de ser um evento pós-WrestleMania. Foi o décimo segundo evento na cronologia do Backlash e o primeiro show exclusivo da segunda divisão de marcas.

### Rivalidades
O Backlash apresentou oito lutas, incluindo uma no pré-show, que resultaram de enredos roteirizados, onde os lutadores retratavam vilões, heróis ou personagens menos distinguíveis em eventos roteirizados que criaram tensão e culminaram em uma luta ou série de lutas, com resultados pré-determinados pelos escritores da WWE, enquanto as histórias foram desenvolvidas nos principais programas de televisão da WWE, Monday Night Raw e SmackDown Live.
No SummerSlam, Dean Ambrose reteve o WWE World Championship contra Dolph Ziggler, enquanto AJ Styles derrotou John Cena. No SmackDown seguinte, Styles provocou Ziggler sobre sua derrota, provocando-o a atacar Styles. Mais tarde, Styles foi declarado o desafiante número um ao WWE World Championship no Backlash, o que levou Ziggler a exigir uma chance pelo título. Styles derrotaria Ziggler no evento principal do episódio de 23 de agosto do SmackDown Live, para evitar que a luta pelo título se transformasse em uma luta triple threat envolvendo Ziggler. No episódio de 30 de agosto, uma luta não válida pelo título entre Ambrose e Baron Corbin terminou em desqualificação quando Styles, que estava nos comentários como convidado para a luta, interferiu para atacar Ambrose. Uma briga entre os três que se seguiu culminou com Styles escarranchado na corda superior. Uma semana depois, Ambrose zombou do fim de Styles no show da semana anterior, causando um confronto entre ele e Styles, levando Styles a acertar Ambrose com um golpe baixo.
No WWE Draft de 2016 da WWE, a Campeã Feminina da WWE Charlotte foi convocada para o Raw, deixando o SmackDown sem um título feminino. No episódio de 23 de agosto do SmackDown Live, o WWE SmackDown Women's Championship foi revelado, e um Six-Pack Challenge de eliminação entre Alexa Bliss, Becky Lynch, Carmella, Naomi, Natalya e Nikki Bella foi agendado para Backlash para coroar a campeã inaugural. Bella havia retornado de uma lesão duas noites antes no SummerSlam, quando se juntou a Natalya e Alexa Bliss para substituir a suspensa Eva Marie em uma luta de trios contra Becky Lynch, Carmella e Naomi. Nikki foi definida para enfrentar Carmella após a revelação do título, que ela havia derrotado no SummerSlam. Em vez disso, no entanto, Carmella se tornou uma heel atacando Nikki durante uma entrevista e novamente durante o Talking Smack, o pós-show do SmackDown. No episódio seguinte do SmackDown Live, Carmella mais uma vez atacou Nikki, que fez comentários sobre uma luta de duplas ocorrendo entre suas outras oponentes no Backlash. No episódio de 6 de setembro, as seis mulheres tiveram um fórum conduzido pelo Gerente Geral Daniel Bryan, que terminou em uma briga, fazendo com que uma luta de trios fosse anunciada, com a equipe de Nikki Bella, Becky Lynch, e Naomi enfrentando Natalya, Alexa Bliss e Carmella. A luta terminou com Carmella obrigando Nikki a se submeter ao Code of Silence.
Também no WWE Draft de 2016, os Campeões de Duplas da WWE The New Day foram convocados para o Raw, que também deixou a marca SmackDown sem um título de duplas. No episódio de 23 de agosto do SmackDown Live, o WWE SmackDown Tag Team Championship foi revelado, e um torneio para coroar os campeões inaugurais foi então organizado, com a final do torneio marcada para o Backlash. Originalmente programado para ser um torneio de seis equipes entre American Alpha, The Ascension, Breezango, The Hype Bros, The Usos e The Vaudevillains, Heath Slater, que ainda estava tentando ganhar um contrato do SmackDown após ter sido deixado de fora do draft da WWE, foi concedida entrada no torneio com a condição de que ele deveria encontrar um parceiro e ganhar o torneio para ganhar um contrato. Rhyno, que havia derrotado Slater para ganhar um contrato semanas antes, concordou em ser seu parceiro. Nas quartas de final, The Usos e American Alpha avançaram com vitórias sobre The Ascension e Breezango, respectivamente. Na semana seguinte, The Hype Bros, assim como Slater e Rhyno, avançariam mais tarde com vitórias sobre The Vaudevillains e The Headbangers (que foram adicionados ao torneio), respectivamente. No episódio de 6 de setembro, American Alpha e a equipe de Slater e Rhyno avançaram com vitórias sobre The Usos e The Hype Bros, respectivamente. No entanto, The Usos iriam atacar American Alpha após sua luta, fazendo com que Chad Gable sofrersse uma lesão na perna. Devido a isso, American Alpha foi excluído da final do torneio, e uma luta entre The Usos e The Hype Bros foi marcada para o Backlash, com os vencedores substituindo American Alpha na final contra Slater e Rhyno.
No episódio de 23 de agosto do SmackDown Live, Bray Wyatt confrontou Randy Orton. Na semana seguinte, Wyatt desafiou Orton para uma luta no Backlash, que Orton aceitou. No episódio de 6 de setembro, Wyatt afirmou que Orton ficou fraco após sua luta no SummerSlam, e seria o único a iniciar a mudança em Orton. Orton mais tarde responderia a Wyatt, zombando de suas mensagens, fazendo com que uma luta entre os dois fosse agendada para o Backlash.
Na edição de 23 de agosto do Talking Smack, o Campeão Intercontinental The Miz fez um discurso sobre o Gerente Geral Daniel Bryan, em resposta aos comentários de Bryan sobre ele lutando "como um covarde" e "alguém que tem medo de ser atingido". No episódio da semana seguinte do SmackDown Llive, Dolph Ziggler confrontou The Miz, concordando com Bryan para incitar The Miz em uma luta pelo Intercontinental Championship. Depois de também insultar The Miz por ser "um covarde", Bryan escalou The Miz para defender seu Intercontinental Championship contra Ziggler no Backlash. No episódio de 6 de setembro do SmackDown, The Miz deu um tapa em Ziggler, que estava fornecendo comentários para a luta de The Miz contra Apollo Crews, antes de fugir.

## Evento
| Função:                   | Nome:                    |
| ------------------------- | ------------------------ |
| Comentaristas em inglês   | Mauro Ranallo            |
| Comentaristas em inglês   | John "Bradshaw" Layfield |
| Comentaristas em inglês   | David Otunga             |
| Comentaristas em espanhol | Carlos Cabrera           |
| Comentaristas em espanhol | Marcelo Rodríguez        |
| Comentaristas em alemão   | Sebastian Hackl          |
| Comentaristas em alemão   | Carsten Schaefer         |
| Anunciador de ringue      | Greg Hamilton            |
| Árbitros                  | Charles Robinson         |
| Árbitros                  | Dan Engler               |
| Árbitros                  | Jason Ayers              |
| Árbitros                  | Mike Chioda              |
| Entrevistadoras           | Renee Young              |
| Entrevistadoras           | Charly Caruso            |
| Painel do pré-show        | Renee Young              |
| Painel do pré-show        | Booker T                 |
| Painel do pré-show        | Jerry Lawler             |
| Painel do pré-show        | Lita                     |

### Pré-show
Durante o pré-show do Backlash, Baron Corbin enfrentou Apollo Crews. O fim veio quando Corbin executou o "End of Days" em Crews para vencer a luta.

### Lutas preliminares
O card principal do pay-per-view abriu com o Six-Pack Challenge pelo SmackDown Women's Championship envolvendo Becky Lynch, Alexa Bliss, Carmella, Naomi, Natalya e Nikki Bella. Bliss foi eliminada por Naomi após uma combinação de Diving Neckbreaker/Powerbomb com Natalya. Natalya então eliminou Naomi, forçando-a a se submeter ao "Sharpshooter". Nikki eliminou Natalya após um "Fireman's Carry Cutter", mas foi imediatamente eliminada por Carmella com um roll-up. Lynch forçou Carmella a se submeter ao "Dis-arm-her" para vencer a luta e o título.
Em seguida, The Usos (Jey e Jimmy Uso) enfrentaram The Hype Bros (Mojo Rawley e Zack Ryder) para se classificarem para as finais do torneio pelo SmackDown Tag Team Championship. No final, Jimmy forçou Ryder a se submeter ao "Tequila Sunrise" para vencer a luta e se qualificar para a final do torneio contra Heath Slater e Rhyno.
Depois disso, The Miz defendeu o Intercontinental Championship contra Dolph Ziggler. Durante a luta, Miz aplicou o "Figure Four Leglock", mas Ziggler alcançou as cordas. Ziggler aplicou um Superkick em Miz, que colocou o pé na corda para quebrar o pinfall. Enquanto Miz distraia o árbitro, Maryse pulverizou um objeto desconhecido em Ziggler, permitindo que Miz executasse um "Skull Crushing Finale" em Ziggler para reter o título.
Randy Orton estava escalado para enfrentar Bray Wyatt, mas Wyatt o atacou no início do evento. Orton foi então considerado incapaz de competir, e Wyatt foi declarado o vencedor por desistência. Em vez disso, Wyatt enfrentou Kane em uma luta No Holds Barred, para substituir Orton. Durante a luta, Wyatt executou um Running Senton através de uma mesa de transmissão em Kane. Kane executou um Chokeslam em Wyatt para uma contagem de dois. No final, Orton interferiu e atacou Wyatt com um "RKO", levando Kane a executar um segundo Chokeslam em Wyatt para vencer a luta.
Mais tarde, Heath Slater e Rhyno enfrentaram The Usos pelo SmackDown Tag Team Championship. Rhyno executou um Gore em Jimmy enquanto o árbitro estava distraído, com Slater conseguindo o pinfall, para vencer os títulos e consequetemente um contrato com o SmackDown.

### Evento principal

AJ Styles derrotou Dean Ambrose para vencer o WWE World Championship, tornando-se o primeiro lutador desde Kurt Angle a vencer os títulos mundias da WWE, TNA e NJPW

No evento principal, Dean Ambrose defendeu o WWE World Championship contra AJ Styles. Durante a luta, Styles aplicou um "Calf Crusher" em Ambrose, mas Ambrose tocou nas cordas. Styles reaplicou o "Calf Crusher", mas Ambrose escapou. Styles executou um "Springboard 450 Splash" em Ambrose para uma contagem de dois. Ambrose jogou Styles por cima da barricada e mergulhou sobre ele de uma mesa de transmissão. No final, Ambrose tentou aplicar um "Dirty Deeds", mas Styles empurrou Ambrose em Mike Chioda, o árbitro. Styles atacou Ambrose com um golpe baixo e executou um "Styles Clash", para vencer a luta e o título.

## Depois do evento
No episódio de 13 de setembro do SmackDown Live, enquanto AJ Styles discursava sobre sua vitória pelo título no evento, John Cena voltou a desafiar Styles para uma luta pelo WWE World Championship, na tentativa de se tornar um 16 vezes campeão mundial. Dean Ambrose então apareceu, exigindo que sua cláusula de revanche fosse concedida primeiro. O comissário do SmackDown, Shane McMahon, anunciou então que Styles defenderia seu título contra Cena e Ambrose em uma luta triple threat no No Mercy.
Tendo se tornado Campeão de Duplas do SmackDown no Backlash, Heath Slater recebeu seu contrato com o SmackDown que foi assinado no episódio de 13 de setembro do SmackDown Live. Isso o tornou exclusivo da marca SmackDown, e foi onde Slater e Rhyno teriam sucesso em sua primeira defesa de títulos contra o The Ascension. Os Usos derrotariam o American Alpha mais tarde para ganhar uma revanche contra Slater e Rhyno pelos títulos no No Mercy.
Após sua defesa bem-sucedida do Intercontinental Championship contra Dolph Ziggler, The Miz continuou a repreender o Gerente Geral Daniel Bryan, e prometeu não defender seu Intercontinental Championship em qualquer show até que ele recebesse uma renegociação de contrato. Bryan mais tarde concordaria com uma renegociação de contrato, enquanto Ziggler perderia semanas consecutivas contra The Miz pelo título. Mais tarde, Ziggler colocaria sua carreira em risco por outra chance pelo título, no No Mercy.
Alexa Bliss foi mais tarde coroada como desafiante número um ao SmackDown Women's Championship após vencer outras quatro concorrentes no episódio seguinte do SmackDown Live. A luta pelo título foi agendada para o No Mercy.
O Wrestling Observer Newsletter relataria que Randy Orton não foi liberado para lutar no Backlash devido a uma concussão sofrida em sua luta contra Brock Lesnar que ocorreu no mês anterior no SummerSlam. Em 24 de setembro de 2016, em um house show em Chicago, Illinois, Lesnar derrotou Orton em uma revanche sem desqualificação. Orton voltaria mais tarde ao SmackDown para desafiar Wyatt para uma revanche no No Mercy, que Wyatt aceitou.

## Resultados
| Nº                                          | Resultados                                                                         | Estipulações                                                                            | Tempo |
| ------------------------------------------- | ---------------------------------------------------------------------------------- | --------------------------------------------------------------------------------------- | ----- |
| Pré- show                                   | Baron Corbin derrotou Apollo Crews                                                 | Luta individual                                                                         | 9:55  |
| 1                                           | Becky Lynch derrotou Alexa Bliss, Carmella, Naomi, Natalya e Nikki Bella           | Luta Six-Pack Challenge de eliminação pelo inaugural WWE SmackDown Women's Championship | 14:40 |
| 2                                           | The Usos (Jey Uso e Jimmy Uso) derrotaram The Hype Bros (Zack Ryder e Mojo Rawley) | Luta de duplas para determinar os finalistas no torneio                                 | 10:11 |
| 3                                           | The Miz (c) (com Maryse) derrotou Dolph Ziggler                                    | Luta individual pelo WWE Intercontinental Championship                                  | 18:22 |
| 4                                           | Bray Wyatt derrotou Randy Orton por desistência                                    | Luta individual                                                                         | 0:10  |
| 5                                           | Kane derrotou Bray Wyatt                                                           | Luta No Holds Barred                                                                    | 10:55 |
| 6                                           | Rhyno e Heath Slater derrotaram The Usos (Jey Uso e Jimmy Uso)                     | Luta de duplas pelo inaugural WWE SmackDown Tag Team Championship                       | 10:02 |
| 7                                           | AJ Styles derrotou Dean Ambrose (c)                                                | Luta individual pelo WWE World Championship                                             | 25:01 |
| (c) – Refere-se aos campeões antes da luta. |                                                                                    |                                                                                         |       |

### Torneio pelo Campeonato de Duplas doSmackDown
|  | Quartas de final SmackDown (23/08, 30/08)       | Quartas de final SmackDown (23/08, 30/08) |                      |       | Semifinais SmackDown (06/09) | Semifinais SmackDown (06/09) |  |  | Final Backlash | Final Backlash |
|  |                                                 |                                           |                      |       |                              |                              |  |  |                |                |
|  |                                                 |                                           |                      |       |                              |                              |  |  |                |                |
|  |                                                 |                                           |                      |       |                              |                              |  |  |                |                |
|  | The Usos (Jey Uso e Jimmy Uso)                  | Pin                                       |                      |       |                              |                              |  |  |                |                |
|  | The Usos (Jey Uso e Jimmy Uso)                  | Pin                                       |                      |       |                              |                              |  |  |                |                |
|  | The Ascension (Konnor e Viktor)                 | 3:49                                      |                      |       |                              |                              |  |  |                |                |
|  | The Ascension (Konnor e Viktor)                 | 3:49                                      | American Alpha       | Pin   |                              |                              |  |  |                |                |
|  |                                                 |                                           | American Alpha       | Pin   |                              |                              |  |  |                |                |
|  |                                                 | The Usos                                  | 0:28                 |       |                              |                              |  |  |                |                |
|  | American Alpha (Chad Gable e Jason Jordan)      | The Usos                                  | 0:28                 | Pin   |                              |                              |  |  |                |                |
|  | American Alpha (Chad Gable e Jason Jordan)      |                                           |                      | Pin   |                              |                              |  |  |                |                |
|  | Breezango (Tyler Breeze e Fandango)             | 10:13                                     |                      |       |                              |                              |  |  |                |                |
|  | Breezango (Tyler Breeze e Fandango)             | 10:13                                     | The Usos             | 10:02 |                              |                              |  |  |                |                |
|  |                                                 |                                           | The Usos             | 10:02 |                              |                              |  |  |                |                |
|  |                                                 | Rhyno e Heath Slater                      | Pin                  |       |                              |                              |  |  |                |                |
|  | The Hype Bros (Zack Ryder e Mojo Rawley)        | Rhyno e Heath Slater                      | Pin                  | Pin   |                              |                              |  |  |                |                |
|  | The Hype Bros (Zack Ryder e Mojo Rawley)        |                                           |                      | Pin   |                              |                              |  |  |                |                |
|  | The Vaudevillains (Aiden English e Simon Gotch) | 2:50                                      |                      |       |                              |                              |  |  |                |                |
|  | The Vaudevillains (Aiden English e Simon Gotch) | 2:50                                      | Rhyno e Heath Slater | Pin   |                              |                              |  |  |                |                |
|  |                                                 |                                           | Rhyno e Heath Slater | Pin   |                              |                              |  |  |                |                |
|  |                                                 | The Hype Bros                             | 7:03                 |       |                              |                              |  |  |                |                |
|  | Rhyno e Heath Slater                            | The Hype Bros                             | 7:03                 | Pin   |                              |                              |  |  |                |                |
|  | Rhyno e Heath Slater                            |                                           |                      | Pin   |                              |                              |  |  |                |                |
|  | The Headbangers Mosh e Thrasher)                | 2:54                                      |                      |       |                              |                              |  |  |                |                |
|  | The Headbangers Mosh e Thrasher)                | 2:54                                      |                      |       |                              |                              |  |  |                |                |

1. ↑  Chad Gable sofreu uma lesão (na história) depois de ser atacado pelos Usos após a luta. Como resultado, os American Alpha foram retirados da final, e um combate entre os Usos e The Hype Bros foi marcado para o Backlash, com os vencedores substituindo-os na final. Os Usos venceram e avançaram na competição.

### Six-Pack Challenge pelo SmackDown Women's Championship
| Ordem de eliminação | Lutadora    | Eliminada por | Método de eliminação | Tempo |
| ------------------- | ----------- | ------------- | -------------------- | ----- |
| 1                   | Alexa Bliss | Naomi         | Pinfall              | 9:38  |
| 2                   | Naomi       | Natalya       | Submissão            | 10:52 |
| 3                   | Natalya     | Nikki Bella   | Pinfall              | 12:00 |
| 4                   | Nikki Bella | Carmella      | Pinfall              | 12:08 |
| 5                   | Carmella    | Becky Lynch   | Submissão            | 14:40 |
| Vencedora           | Becky Lynch | —             | —                    | 14:40 |